# (38024) Melospadafora
(38024) Melospadafora, désignation provisoire 1998 OB, est un astéroïde de la ceinture principale découvert en 1998.

## Description
(38024) Melospadafora a été découvert le 16 juillet 1998 au Centre de recherches en géodynamique et astrométrie (CERGA), à Caussols en France, par le projet scientifique européen OCA-DLR Asteroid Survey (ODAS).

### Caractéristiques orbitales
L'orbite de cet astéroïde est caractérisée par un demi-grand axe de 3,8 ua, un périhélie de 2,68 ua, une excentricité de 0,13 et une inclinaison de 8,98° par rapport à l'écliptique. Du fait de ces caractéristiques, à savoir un demi-grand axe compris entre 2 et 3,2 ua et un périhélie supérieur à 1,666 ua, il est classé, selon la JPL Small-Body Database, comme objet de la ceinture principale.

### Caractéristiques physiques
(38024) Melospadafora a une magnitude absolue (H) de 14,4 et un albédo estimé à 0,180.

## Étymologie
Cet astéroïde est nommé en l'honneur de Melo Spadafora (1962-).